# Sennett (New York)
Pour les articles homonymes, voir Sennett.
Sennett est une ville située dans le comté de Cayuga, État de New York.
Sa population était de 3 595 habitants en 2010.